# 800 meter (atletiek)
De 800 m is de kortste middellange afstand in de atletiek. Op deze afstand zijn tegelijk een goede basissnelheid en een goed uithoudingsvermogen vereist.

## Opbouw 800 m
De 800 m is een afstand die vaak zo hard gelopen wordt, dat het lijkt alsof de atleten sprinten. Op de 800 m wordt staand in banen gestart. Dit in tegenstelling tot de 1500 m, waarbij de atleten allemaal achter een lijn starten. Vaak wordt de eerste ronde van de 800 m harder gelopen dan de tweede ronde. Bij de start lopen de lopers de eerste 100 m nog in banen, waarna de buitenste lopers naar binnen schuiven. Na 400 m klinkt de bel, als signaal dat de lopers nog maar 1 ronde te gaan hebben. Na 500 m beginnen de meeste atleten melkzuur aan te maken, waardoor ze snelheid verliezen. De meeste atleten zetten hun eindsprint in tussen de 600 en 650 m.
Afhankelijk van het soort wedstrijd wordt de eerste ronde snel of langzaam gelopen. Wil de atleet vooral tot een snelle tijd komen, dan zal deze er vaak voor kiezen de eerste ronde hard te 'openen' en proberen dit tempo zo lang mogelijk vast te houden. Verzuring van de benen treedt in dit geval vrij snel op. Op kampioenschappen, waarbij plaats in de rangschikking juist belangrijker is, houden de atleten zich de eerste ronde wat meer in, zodat ze zich enigszins kunnen sparen voor de sprint. Winst of verlies wordt dan meestal pas in de laatste 100 m beslist.

## Top tien aller tijden

### Mannen
| Rang | Tijd    | Atleet            | Land                | Datum            | Plaats   |
| ---- | ------- | ----------------- | ------------------- | ---------------- | -------- |
| 1    | 1.40,91 | David Rudisha     | Kenia               | 9 augustus 2012  | Londen   |
| 2.   | 1.41,11 | Wilson Kipketer   | Denemarken          | 24 augustus 1997 | Keulen   |
| 2.   | 1.41,11 | Emmanuel Wanyonyi | Kenia               | 22 augustus 2024 | Lausanne |
| 4    | 1.41,20 | Marco Arop        | Canada              | 10 augustus 2024 | Parijs   |
| 5    | 1.41,46 | Djamel Sedjati    | Algerije            | 12 juli 2024     | Monaco   |
| 6    | 1.41,61 | Gabriel Tual      | Frankrijk           | 7 juli 2024      | Parijs   |
| 7    | 1.41,67 | Bryce Hoppel      | Verenigde Staten    | 10 augustus 2024 | Parijs   |
| 8.   | 1.41,73 | Sebastian Coe     | Verenigd Koninkrijk | 10 juni 1981     | Florence |
| 8.   | 1.41,73 | Nijel Amos        | Botswana            | 9 augustus 2012  | Londen   |
| 10   | 1.41,77 | Joaquim Cruz      | Brazilië            | 26 augustus 1984 | Keulen   |

Bijgewerkt: 22 augustus 2024

### Vrouwen
| Rang | Tijd    | Atleet                | Land                | Datum             | Plaats    |
| ---- | ------- | --------------------- | ------------------- | ----------------- | --------- |
| 1    | 1.53,28 | Jarmila Kratochvílová | Tsjecho-Slowakije   | 26 juli 1983      | München   |
| 2    | 1.53,43 | Nadezjda Olizarenko   | Sovjet-Unie         | 27 juli 1980      | Moskou    |
| 3    | 1.54,01 | Pamela Jelimo         | Kenia               | 29 augustus 2008  | Zürich    |
| 4    | 1.54,25 | Caster Semenya        | Zuid-Afrika         | 30 juni 2018      | Parijs    |
| 5    | 1.54,44 | Ana Fidelia Quirot    | Cuba                | 9 september 1989  | Barcelona |
| 6    | 1.54,61 | Keely Hodgkinson      | Verenigd Koninkrijk | 20 juli 2024      | Londen    |
| 7    | 1.54,81 | Olga Minejeva         | Sovjet-Unie         | 27 juli 1980      | Moskou    |
| 8    | 1.54,94 | Tatjana Kazankina     | Sovjet-Unie         | 26 juli 1976      | Montreal  |
| 9    | 1.54,97 | Athing Mu             | Verenigde Staten    | 17 september 2023 | Eugene    |
| 10   | 1.55,05 | Doina Melinte         | Roemenië            | 1 augustus 1982   | Boekarest |

Bijgewerkt: 31 juli 2024

### Mannen België
| Rang | Tijd    | Atleet            | Datum            | Plaats      |
| ---- | ------- | ----------------- | ---------------- | ----------- |
| 1.   | 1.42,43 | Eliott Crestan    | 7 juli 2024      | Saint-Denis |
| 2.   | 1.43,48 | Pieter Sisk       | 25 mei 2024      | Lausanne    |
| 3.   | 1.43,86 | Ivo Van Damme     | 25 juli 1976     | Montréal    |
| 4.   | 1.44,38 | Joeri Jansen      | 30 augustus 2002 | Brussel     |
| 5.   | 1.44,53 | Tibo De Smet      | 22 juli 2023     | Ninove      |
| 6.   | 1.44,87 | Nathan Kahan      | 22 augustus 1997 | Brussel     |
| 7.   | 1.45,49 | Aurèle Vandeputte | 3 september 2023 | Brussel     |
| 8.   | 1.45,69 | Ruben Verheyden   | 25 mei 2024      | Brussel     |
| 9.   | 1.45,7  | Roger Moens       | 3 augustus 1955  | Oslo        |
| 10.  | 1.45,75 | Tom Omey          | 9 juni 2003      | Rehlingen   |
| 10.  | 1.45,75 | Thomas Matthys    | 22 juli 2006     | Heusden     |

Bijgewerkt: 7 juli 2024

### Vrouwen België
| Rang | Tijd    | Atleet                | Datum             | Plaats                |
| ---- | ------- | --------------------- | ----------------- | --------------------- |
| 1.   | 1.58,31 | Sandra Stals          | 1 augustus 1998   | Hechtel               |
| 2.   | 2.00,00 | Renée Eykens          | 7 augustus 2016   | Rio de Janeiro        |
| 3.   | 2.00,1  | Anne-Marie Van Nuffel | 24 juli 1980      | Moskou                |
| 4.   | 2.00,43 | Regine Berg           | 11 september 1997 | Brussel               |
| 5.   | 2.00,73 | Anneke Matthys        | 30 juli 1994      | Hechtel               |
| 6.   | 2.01,35 | Camille Laus          | 31 mei 2025       | Cleveland (Tennessee) |
| 7.   | 2.01,35 | Mariska Parewyck      | 14 juni 2025      | Nijvel                |
| 8.   | 2.01,57 | Viviane De Pré        | 27 augustus 1980  | Koblenz               |
| 9.   | 2.01,58 | Katrien Maenhout      | 22 augustus 1997  | Brussel               |
| 9.   | 2.01,68 | Elise Vanderelst      | 2 juli 2022       | Heusden               |
| 10.  | 2.02,05 | Vanessa Scaunet       | 11 september 2021 | Belfast               |

Bijgewerkt: 28 juni 2025

## Continentale records (outdoor)
| Continent                | Geslacht | Prestatie    | Atleet                | Land | Datum            | Plaats           |
| ------------------------ | -------- | ------------ | --------------------- | ---- | ---------------- | ---------------- |
| Afrika                   | M        | 1.40,91 (WR) | David Rudisha         | KEN  | 9 augustus 2012  | Londen           |
| Afrika                   | V        | 1.54,01      | Pamela Jelimo         | KEN  | 29 augustus 2008 | Zürich           |
| Noord- en Midden-Amerika | M        | 1.41,20      | Marco Arop            | CAN  | 10 augustus 2024 | Parijs           |
| Noord- en Midden-Amerika | V        | 1.54,44      | Ana Fidelia Quirot    | CUB  | 9 september 1989 | Barcelona        |
| Zuid-Amerika             | M        | 1.41,77      | Joaquim Cruz          | BRA  | 26 augustus 1984 | Keulen           |
| Zuid-Amerika             | V        | 1.56,68      | Letitia Vriesde       | SUR  | 13 augustus 1995 | Göteborg         |
| Azië                     | M        | 1.42,79      | Yusuf Saad Kamel      | BRN  | 29 juli 2008     | Monaco           |
| Azië                     | V        | 1.55,54      | Liu Dong              | CHN  | 9 september 1993 | Peking           |
| Europa                   | M        | 1.41,11      | Wilson Kipketer       | DEN  | 24 augustus 1997 | Keulen           |
| Europa                   | V        | 1.53,28 (WR) | Jarmila Kratochvílová | TCH  | 26 juli 1983     | München          |
| Oceanië                  | M        | 1.43,99      | Joseph Deng           | AUS  | 8 juli 2023      | Décines-Charpieu |
| Oceanië                  | V        | 1.57,78      | Catriona Bisset       | AUS  | 23 juli 2023     | Londen           |

Bijgewerkt: 22 augustus 2024

## Wereldrecordontwikkeling

### Mannen
y = Gelopen over 880 yards (804,68 m)
| Tijd     | Naam                | Land | Datum      | Plaats       |
| -------- | ------------------- | ---- | ---------- | ------------ |
| 1.51,9   | Ted Meredith        | USA  | 08.07.1912 | Stockholm    |
| 1.51,6 y | Otto Peltzer        | GER  | 03.07.1926 | Londen       |
| 1.50,6   | Séra Martin         | FRA  | 14.07.1928 | Colombes     |
| 1.49,8   | Tommy Hampson       | GBR  | 02.08.1932 | Los Angeles  |
| 1.49,8 y | Ben Eastman         | USA  | 16.06.1934 | Princeton    |
| 1.49,7   | Glenn Cunningham    | USA  | 20.08.1936 | Stockholm    |
| 1.49,6 y | Elroy Robinson      | USA  | 11.07.1937 | New York     |
| 1.48,4   | Sydney Wooderson    | GBR  | 20.08.1938 | Motspur Park |
| 1.46,6   | Rudolf Harbig       | GER  | 15.07.1939 | Milaan       |
| 1.45,7   | Roger Moens         | BEL  | 03.08.1955 | Oslo         |
| 1.44,3   | Peter Snell         | NZL  | 03.02.1962 | Christchurch |
| 1.44,3   | Ralph Doubell       | AUS  | 15.10.1968 | Mexico-Stad  |
| 1.44,3   | David Wottle        | USA  | 01.07.1972 | Eugene       |
| 1.44,1 y | Rick Wohlhuter      | USA  | 08.06.1974 | Eugene       |
| 1.43,7   | Marcello Fiasconaro | ITA  | 27.06.1973 | Milaan       |
| 1.43,5   | Alberto Juantorena  | CUB  | 25.07.1976 | Montreal     |
| 1.43,4   | Alberto Juantorena  | CUB  | 21.08.1977 | Sofia        |
| 1.42,4   | Sebastian Coe       | GBR  | 05.07.1979 | Oslo         |
| 1.41,73  | Sebastian Coe       | GBR  | 10.06.1981 | Florence     |
| 1.41,73  | Wilson Kipketer     | DEN  | 07.07.1997 | Stockholm    |
| 1.41,24  | Wilson Kipketer     | DEN  | 13.08.1997 | Zürich       |
| 1.41,11  | Wilson Kipketer     | DEN  | 24.08.1997 | Keulen       |
| 1.41,09  | David Rudisha       | KEN  | 22.08.2010 | Berlijn      |
| 1.41,01  | David Rudisha       | KEN  | 29.08.2010 | Rieti        |
| 1.40,91  | David Rudisha       | KEN  | 09.08.2012 | London       |

### Vrouwen
y = Gelopen over 880 yards (804,68 m)
| Tijd     | Naam                       | Land | Datum      | Plaats      |
| -------- | -------------------------- | ---- | ---------- | ----------- |
| 2.45,0 y | Nelly Hicks                | GBR  | 02.08.1922 | Torquay     |
| 2.30,4   | Georgette Lenoir           | FRA  | 20.08.1922 | Parijs      |
| 2.26,2 y | Mary Lines                 | GBR  | 30.08.1922 | Londen      |
| 2.23,8   | Lina Radke                 | GER  | 07.08.1927 | Wrocław     |
| 2.20,4   | Inga Gentzel               | SWE  | 16.06.1928 | Stockholm   |
| 2.19,6   | Lina Radke                 | GER  | 01.07.1928 | Brieg       |
| 2.16,8   | Lina Radke                 | GER  | 02.08.1928 | Amsterdam   |
| 2.16,8*  | Zdeněk Koubek              | TCH  | 14.06.1934 | Praag       |
| 2.12.4*  | Zdeněk Koubek              | TCH  | ??.08.1934 | Londen      |
| 2.15,9   | Anna Larsson               | SWE  | 28.08.1944 | Stockholm   |
| 2.14,8   | Anna Larsson               | SWE  | 19.08.1945 | Helsingborg |
| 2.13,8   | Anna Larsson               | SWE  | 30.08.1945 | Stockholm   |
| 2.13,0   | Jevdokija Vassiljeva       | URS  | 17.07.1950 | Moskou      |
| 2.12,2   | Valentina Pomogajeva       | URS  | 26.07.1951 | Moskou      |
| 2.12,0   | Nina Pletnjova             | URS  | 26.08.1951 | Minsk       |
| 2.08,5   | Nina Pletnjova             | URS  | 15.06.1952 | Kiev        |
| 2.07,3   | Nina Otkalenko (Pletnjova) | URS  | 27.08.1953 | Moskou      |
| 2.06,6   | Nina Otkalenko             | URS  | 16.09.1954 | Kiev        |
| 2.05,0   | Nina Otkalenko             | URS  | 24.09.1955 | Zagreb      |
| 2.04,3   | Ljoedmila Sjevtsova        | URS  | 07.09.1960 | Rome        |
| 2.04,3   | Ljoedmila Sjevtsova        | URS  | 03.07.1960 | Moskou      |
| 2.01,2   | Dixie Willis               | AUS  | 03.03.1962 | Perth       |
| 2.01,1   | Ann Packer                 | GBR  | 20.10.1964 | Tokio       |
| 2.01,0   | Judy Pollock               | AUS  | 28.07.1967 | Helsinki    |
| 2.00,5   | Vera Nikolić               | YUG  | 20.07.1968 | Londen      |
| 1.58,5   | Hildegard Falck            | FRG  | 11.07.1971 | Stuttgart   |
| 1.57,5   | Svetla Zlateva             | BUL  | 24.08.1973 | Athene      |
| 1.56,0   | Vlentina Gerasimova        | URS  | 12.06.1976 | Kiev        |
| 1.54,94  | Tatjana Kazankina          | URS  | 26.07.1976 | Montreal    |
| 1.54,9   | Nadezjda Olizarenko        | URS  | 12.06.1980 | Moskou      |
| 1.53,43  | Nadezjda Olizarenko        | URS  | 27.07.1980 | Moskou      |
| 1.53,28  | Jarmila Kratochvílová      | TCH  | 26.07.1983 | München     |

(*) - Zdeněk Koubeks wereldrecords werden in 1936 door de IAAF ongeldig verklaard nadat hij in transitie ging.
1928: Lina Radke ·
1960: Ljoedmila Sjevtsova ·
1964: Ann Packer ·
1968: Madeline Manning ·
1972: Hildegard Falck ·
1976: Tatjana Kazankina ·
1980: Nadezjda Olizarenko ·
1984: Doina Melinte ·
1988: Sigrun Wodars ·
1992: Ellen van Langen ·
1996: Svetlana Masterkova ·
2000: Maria Mutola ·
2004: Kelly Holmes ·
2008: Pamela Jelimo ·
2012: Caster Semenya ·
2016: Caster Semenya ·
2020: Athing Mu ·
2024: Keely Hodgkinson
1896: Teddy Flack ·
1900: Alfred Tysoe ·
1904: Jim Lightbody ·
1908: Mel Sheppard ·
1912: Ted Meredith ·
1920: Albert Hill ·
1924: Douglas Lowe ·
1928: Douglas Lowe ·
1932: Tommy Hampson ·
1936: John Woodruff ·
1948: Mal Whitfield ·
1952: Mal Whitfield ·
1956: Tom Courtney ·
1960: Peter Snell ·
1964: Peter Snell ·
1968: Ralph Doubell ·
1972: Dave Wottle ·
1976: Alberto Juantorena ·
1980: Steve Ovett ·
1984: Joaquim Cruz ·
1988: Paul Ereng ·
1992: William Tanui ·
1996: Vebjørn Rodal ·
2000: Nils Schumann ·
2004: Joeri Borzakovski ·
2008: Wilfred Bungei ·
2012: David Rudisha ·
2016: David Rudisha ·
2020: Emmanuel Korir ·
2024: Emmanuel Wanyonyi
1983 Jarmila Kratochvílová ·
1987 Sigrun Wodars ·
1991 Lilia Noeroetdinova ·
1993 Maria Mutola ·
1995 Ana Fidelia Quirot ·
1997 Ana Fidelia Quirot ·
1999 Ludmila Formanová ·
2001 Maria Mutola ·
2003 Maria Mutola ·
2005 Zulia Calatayud ·
2007 Janeth Jepkosgei ·
2009 Caster Semenya ·
2011 Caster Semenya ·
2013 Eunice Jepkoech Sum ·
2015 Marina Arzamasova ·
2017 Caster Semenya ·
2019 Halimah Nakaayi ·
2022 Athing Mu ·
2023 Mary Moraa
1983 Willi Wülbeck ·
1987 Billy Konchellah ·
1991 Billy Konchellah ·
1993 Paul Ruto ·
1995 Wilson Kipketer ·
1997 Wilson Kipketer ·
1999 Wilson Kipketer ·
2001 André Bucher ·
2003 Djabir Saïd-Guerni ·
2005 Rashid Ramzi ·
2007 Alfred Kirwa Yego ·
2009 Mbulaeni Mulaudzi ·
2011 David Rudisha ·
2013 Mohammed Aman · 
2015 David Rudisha · 
2017 Pierre-Ambroise Bosse · 
2019 Donavan Brazier · 
2022 Emmanuel Korir · 
2023 Marco Arop